# Euclasta (arna)
Euclasta és un gènere d'arnes de la família Crambidae.

## Taxonomia
- Euclasta amseli Popescu-Gorj & Constantinescu, 1973
- Euclasta bacescui Popescu-Gorj & Constantinescu, 1977
- Euclasta defamatalis (Walker, 1859)
- Euclasta filigeralis Lederer, 1863
- Euclasta gigantalis Viette, 1957
- Euclasta insularis Viette, 1958
- Euclasta maceratalis Lederer, 1863
- Euclasta mirabilis Amsel, 1949
- Euclasta montalbani Popescu-Gorj & Constantinescu, 1977
- Euclasta pauli Popescu-Gorj & Constantinescu, 1973
- Euclasta sidamona Rougeot, 1977
- Euclasta socotrensis Popescu-Gorj & Constantinescu, 1977
- Euclasta splendidalis (Herrich-Schäffer, 1848)
- Euclasta stoetzneri (Caradja, 1927)
- Euclasta varii Popescu-Gorj & Constantinescu, 1973
- Euclasta vitralis Maes, 1997
- Euclasta warreni Distant, 1892